# Кунна
Кунна — река в России, протекает по Бавлинскому району Татарстана. Длина реки составляет 13 км, площадь водосборного бассейна 40,5 км².
Начинается на западной окраине села Салихово, пересекает его и течёт в восточном направлении по открытой местности. В низовьях протекает по оврагу с крутыми семиметровыми берегами. Устье реки находится в 5 км по левому берегу реки Верхний Кандыз у села Шалты на высоте 125 метров над уровнем моря. У Салихово на реке имеется два пруда.

## Данные водного реестра
По данным государственного водного реестра России относится к Камскому бассейновому округу, водохозяйственный участок реки — Ик от истока и до устья, речной подбассейн реки — бассейны притоков Камы до впадения Белой. Речной бассейн реки — Кама.
Код объекта в государственном водном реестре — 10010101312111100027957.